# Ahti Karjalainen
Ahti Kalle Samuli Karjalainen (Hirvensalmi, 10 febbraio 1923 – Helsinki, 7 settembre 1990) è stato un politico finlandese, due volte primo ministro della Finlandia dal 13 aprile 1962 al 18 dicembre 1963 e dal 15 luglio 1970 al 29 ottobre 1971.